# Barnabas
Pour les articles homonymes, voir Barnabás et Barnabas (lougre).
Barnabas est un personnage de la Bible, cité dans les Actes des Apôtres.
Il est également connu sous le nom francisé de Barnabé, selon les traductions. Barnabas est la transcription exacte du grec Βαρνάβας.
Barnabas part avec Paul de Tarse à l'Église d'Antioche annoncer la décision de l'assemblée de l'Église de Jérusalem. Jude Barsabas et Silas les accompagnent (Actes 15.22, 27, 32).

## Prénom
Barnabas est aussi un prénom porté notamment par :
- Barnabas Bala (1956-2021), architecte et homme politique nigérian.